# Estadio Regional de Antofagasta
Das Estadio Regional de Antofagasta (deutsch: Regionales Stadion von Antofagasta) ist ein Stadion in der chilenischen Stadt Antofagasta. Es wurde am 8. Oktober 1964 eröffnet und fasst heute 26.339 Zuschauer, wovon alle Plätze Sitzplätze sind. Zurzeit wird es hauptsächlich als Fußballstadion genutzt.
Der Fußballverein Club de Deportes Antofagasta trägt hier seine Heimspiele aus. Des Weiteren fanden hier Spiele der Junioren-Fußballweltmeisterschaft 1987 statt.
Bei der Copa América 2015 wurden zwei Gruppenspiele im Estadio Regional de Antofagasta ausgetragen.